# (84922) 2003 VS2
(84922) 2003 VS2 — очень крупный плутино. Оценка размеров позволяет причислить его к кандидатам в карликовые планеты.
Размеры 2003 VS2 в зависимости от альбедо оценивались в 725+188
−199 км. Астроном Майкл Браун оценивает диаметр объекта в 537 км при альбедо 15 %. В 2012 году диаметр был оценён в 523+35,1
−34,4 км.

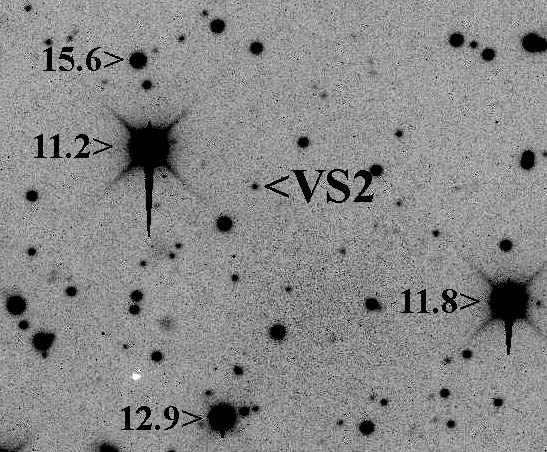
Снимок 2003 VS2 в 60-сантиметровый телескоп

Объект был открыт 14 ноября 2003 года в рамках проекта NEAT. На момент открытия видимая величина составляла 19,7.